# Rym Bejaoui
Pour les articles homonymes, voir Bejaoui.
Rym Bejaoui, née le 18 mars 1983, est une nageuse tunisienne.

## Carrière
Lors des Jeux africains de 2003 à Abuja, Rym Bejaoui remporte trois médailles de bronze, sur 4 × 100 m nage libre, sur 4 × 200 m nage libre et sur 4 × 100 m quatre nages.